# Palomar 12
Palomar 12 (kurz: Pal 12) ist ein Kugelsternhaufen in einer Entfernung von rund 62.000 Lichtjahren im Sternbild Steinbock. Das Objekt wurde 1953 von Robert G. Harrington und Fritz Zwicky entdeckt. 
Nachdem Pal 12 als Kugelhaufen klassifiziert wurde, ordnete Zwicky später Pal 12 als Zwerggalaxie der Lokalen Gruppe ein, wodurch er die Bezeichnung Capricornus-Zwerggalaxie erhielt. Spätere Beobachtungen bestätigten jedoch die anfängliche Klassifizierung.
Da die Sterne in Palomar 12 knapp ein Drittel jünger sind, als eigentlich in galaktischen Kugelsternhaufen üblich, wird angenommen, dass Pal 12 ursprünglich der Sagittarius-Zwerggalaxie angehörte, jedoch bei einer nahen Begegnung von der Milchstraße eingefangen wurde.